# Långtjärnen (Ströms socken, Jämtland, 708149-148234)
Långtjärnen är en sjö i Strömsunds kommun i Jämtland och ingår i Ångermanälvens huvudavrinningsområde.